# Backslag
Backslag används på motordrivna båtar för att kunna vända rotationsriktningen på propellern, och därmed åstadkomma drivkraft framåt eller bakåt.  Backslaget har även funktionen att reducera motorns varvtal (utväxling) så att propellern roterar med sitt effektivaste varvtal.
Ett backslag består i huvudsak av ingående axel, koppling, mellanaxel (eller backaxel) och utgående axel. Kopplingen kan vara av olika typer, till exempel lameller eller kona.
Det finns i huvudsak två olika typer av backslag, mekanisk och hydraulisk. Den mekaniska typen var den ursprungliga, med vilken en spak användes för att "slå back". Idag manövreras växlingen via en vajer och reglage från förarplatsen. Ett enda reglage kan användas för både växling och motorvarvtalet. Även hydrauliska backslag kan manövreras via en vajer. Moderna motorer som är elektroniskt styrda har vanligen även elektriskt styrd växling.
Det har funnits många tillverkare av backslag genom tiderna. Volvo Penta var fram till i slutet av 1990-talet den stora svenska tillverkaren, men har upphört med tillverkningen. Dagens stora leverantörer till fritidsbåtar är ZF och Twin Disc.
Andra typer av marina transmissioner är drev, vattenjet och segelbåtsdrev.